# Máy bán cần sa
Máy bán cần sa là loại máy bán hàng tự động dùng để bán hoặc cấp phát cần sa. Chúng hiện đang được sử dụng ở Mỹ và Canada và một số có thể được đặt trong các phòng an toàn trong trạm cấp phát cần sa. Một số có thể được nhân viên vận hành sau khi bệnh nhân quét dấu vân tay. Tại Canada vào năm 2013, máy bán cần sa từng được lên kế hoạch sử dụng trong các trung tâm trồng trọt loại thuốc này. Có ít nhất ba công ty đang phát triển loại máy bán hàng này.
Năm 2019, một máy bán cần sa đã được lắp đặt ở Athens, Hy Lạp, dành cho các sản phẩm cần sa CBD có hàm lượng THC thấp.